# Hypercompe jaguarina
Hypercompe jaguarina är en fjärilsart som beskrevs av William Schaus 1921. Hypercompe jaguarina ingår i släktet Hypercompe och familjen björnspinnare. Inga underarter finns listade i Catalogue of Life.